# 厭世

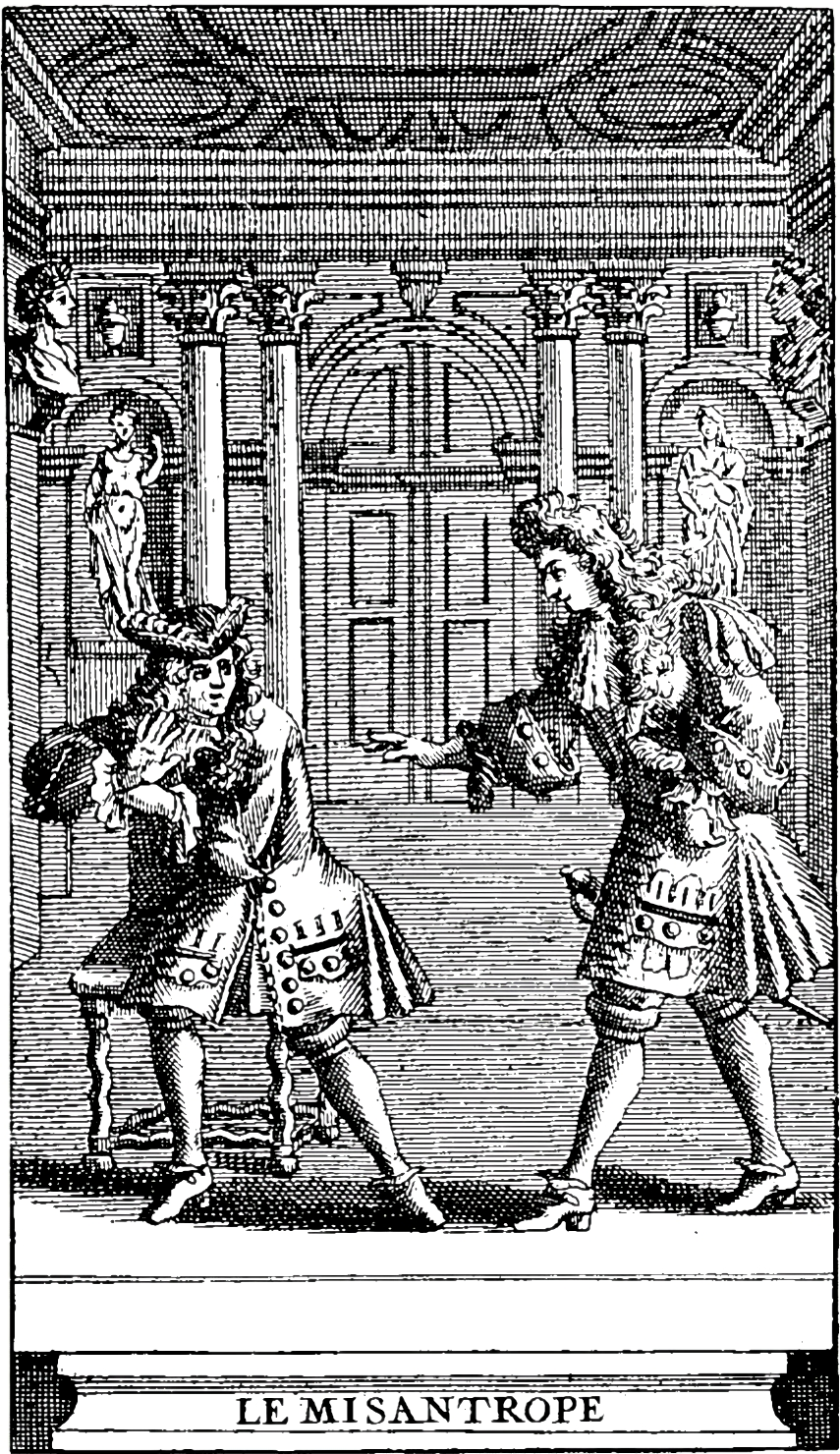
Le Misanthrope 1719 Ed.

厭世（Misanthropy），西方語言稱為人类厌恶（源自希臘語：“仇恨”與希臘語： “人”），是一種對人類社會的仇恨、不信任或不屑的感情。有厌世态度的人一般会基于人类的“缺陷”或“恶习”而对人类这一物种作出消极评价，其往往认为，这些缺陷是所有人或至少是绝大多数人的特征，除非彻底改变主流生活方式，否则没有简单的方法可以纠正这些缺陷。
厌世基于不同类型的人性缺陷，而道德缺陷和不道德抉择通常被认为是根本因素。它们可能包括残忍、自私、不公正、贪婪以及对他者的痛苦漠不关心，或可能对人类和动物造成伤害，例如种族灭绝和工厂化牲畜养殖。其他缺陷包括智力缺陷，如教条主义和认知偏差，以及关于丑陋和缺乏对美的敏感性的审美缺陷。
若是專門針對人類的本性帶有強烈不信任的感情，則稱為犬儒主義（英語：cynicism）或憤世嫉俗。
一个与之相关的问题是导致人们产生想法的心理和社会因素。重要的因素包括对以前崇拜的人的幻想破灭、社会不平等以及生活在专制的环境下等。厌世与哲学、心理学、宗教学等各种学科相关，整个历史上，哲学家们都在讨论和举例说明它，包括赫拉克利特、第欧根尼、托马斯·霍布斯、让-雅克·卢梭、亚瑟·叔本华和弗里德里希·尼采。